# NetMeeting
 (avril 2021).
Si vous disposez d'ouvrages ou d'articles de référence ou si vous connaissez des sites web de qualité traitant du thème abordé ici, merci de compléter l'article en donnant les références utiles à sa vérifiabilité et en les liant à la section « Notes et références ».
NetMeeting est un logiciel de la société Microsoft qui permet de faire de la voix sur IP des conférences sur Internet. Il est préinstallé sur plusieurs versions des systèmes d'exploitation Windows, de Windows 95 OSR2 à Windows XP. Il a été publié le 29 mai 1996.

## Description
C'est l'ancêtre de l'actuel Windows Messenger de la même société. Il n'est plus pré installé depuis Windows Vista. Il a été remplacé par Microsoft Office Live Meeting.
La dernière version est la v3.02 (2007), il s'agit de la v3.01, patchée pour pouvoir fonctionner sur Windows Vista.

## Caractéristiques
- Audio
- Vidéo (Visioconférence)
- Texte (Messagerie instantanée)
- Partage de bureau
- Tableau blanc
- Partage de fond d'écran

L'audio et la vidéo font appel au protocole H.323, les autres applications utilisent le protocole T.120